# Tufão Molave (2009)
O tufão Molave (designação internacional: 0906, designação do JTWC: 07W, designação filipina: Isang) foi um ciclone tropical que afetou as Filipinas e o sul da China em meados de julho de 2009.
Molave formou-se de uma área de perturbações meteorológicas a leste das Filipinas em 14 de maio. Seguindo inicialmente para noroeste, Molave tornou-se uma tempestade tropical no dia seguinte. Sob condições meteorológicas razoavelmente favoráveis, Molave continuou a se intensificar gradualmente, e se tornou uma tempestade tropical severa, segundo a Agência Meteorológica do Japão (AMJ) em 17 de julho. Molave se tornou um tufão no dia seguinte, momento no qual qtingiu seu pico de intensidade, com ventos máximos sustentados de 120 km/h, pouco antes de atingir a costa sudeste da China nesta intensidade. Logo em seguida, Molave começou a se enfraquecer rapidamente sobre terra, e se disspou totalmente em 19 de junho.
Mesmo não tendo atingido as Filipinas diretamente, suas áreas de chuva externas causaram fortes tempestades no arquipélago. Pelo menos cinco pessoas morreram naquele país como consequência dos efeitos diretos do ciclone. Na China, dois pescadores ficaram desaparecidos em alto mar quando seu barco foi surpreendido pela forte agitação do mar causada pelo tufão.

## História meteorológica

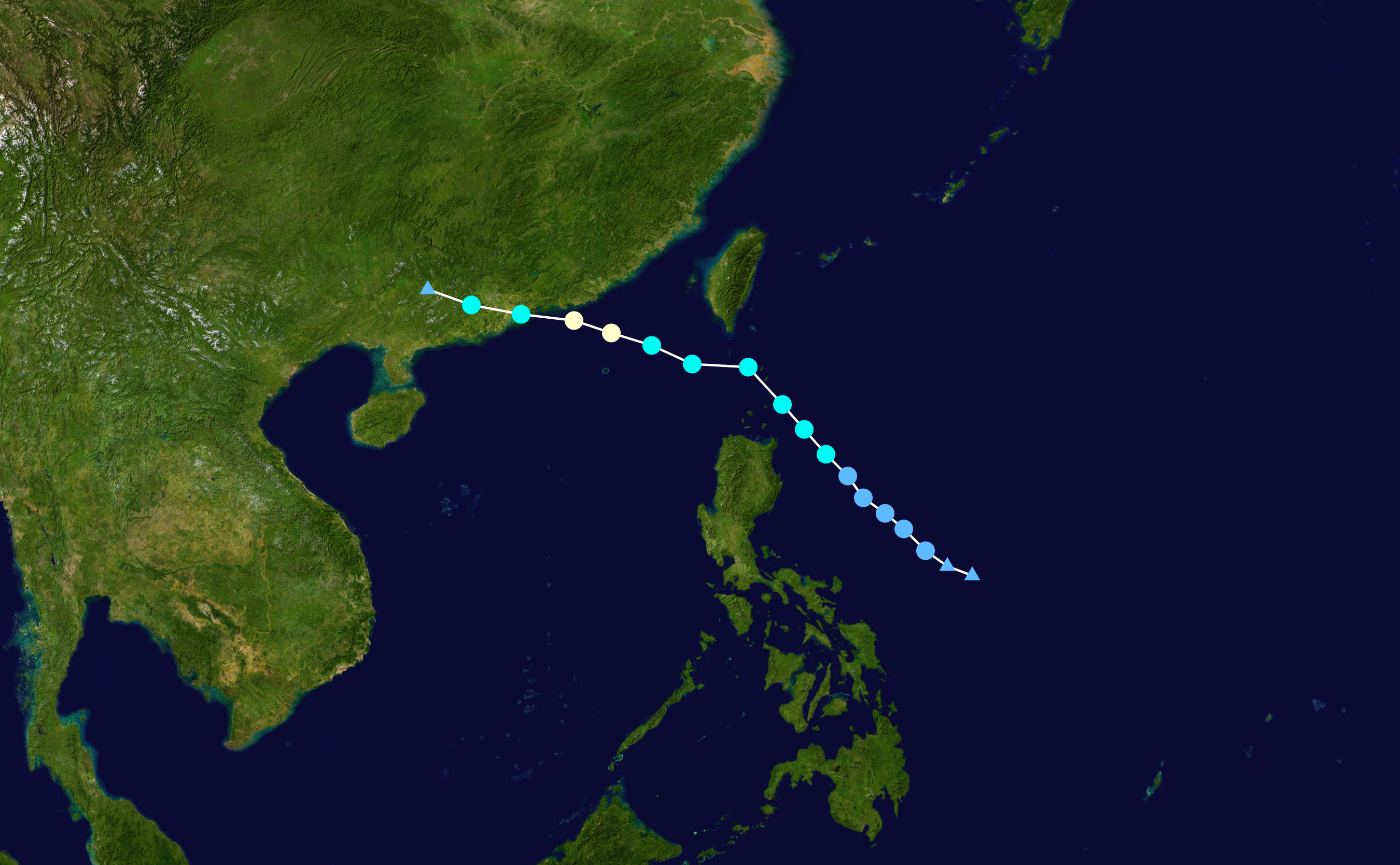
O caminho de Molave

Molave originou-se de uma área de perturbações meteorológicas que persistia a cerca de 280 km a leste-sudeste de Yap, Estados Federados da Micronésia, em 10 de julho. Originalmente, o sistema apresentava apenas uma circulação ciclônica de baixos níveis mal definida e alongada. Porém, a atividade convectiva de médios níveis estava favorável para a continuação da organização do sistema. A perturbação continuou a se desenvolver gradualmente, e em 11 de julho, o sistema já apresentava uma circulação ciclônica de baixos níveis mais definida, com bons fluxos de saída de altos níveis. Além disso, o sistema estava situado numa área com condições meteorológicas favoráveis para o seu desenvolvimento, tais como baixo cisalhamento do vento. No entanto, no final daquele dia, o sistema não conseguiu se estabelecer, e suas áreas de convecção profunda começaram a se fragmentar. O seu centro ciclônico de baixos níveis começou a ficar menos definido. Além disso, os fluxos de saída de altos níveis de outra perturbação tropical próxima afetaram o sistema negativamente. No dia seguinte, a perturbação perdeu definição e deixou de ser monitorado.
Porém, durante a noite (UTC) de 13 de julho, o sistema voltou a se organizar, e o súbito aumento das áreas de convecção profunda associado à formação de uma circulação ciclônica de baixos níveis levou o Joint Typhoon Warning Center, órgão da Marinha dos Estados Unidos responsável pela monitoração de ciclones tropicais, a emitir um Alerta de Formação de Ciclones Tropicais (AFCT) sobre o sistema, que significava que a perturbação poderia se tornar um ciclone tropical significativo dentro de um período entre 12 a 24 horas. A Agência Meteorológica do Japão (AMJ), agência meteorológica designada pela Organização Meteorológica Mundial (OMM) para a monitoração de ciclones tropicais no Oceano Pacífico Noroeste, notou a evolução do sistema e o classificou para uma depressão tropical tênua no início da madrugada de 14 de julho. A Administração de Serviços Atmosféricos, Geofísicos e Astronômicos das Filipinas (PAGASA) também classificou o sistema para uma depressão tropical horas depois, e atribuiu-lhe o nome filipino de “Isang”. No final daquela noite, o JTWC emitiu um segundo AFCT sobre o sistema, estendendo o prazo para que a perturbação se tornasse um ciclone tropical significativo. Na manhã (UTC) de 15 de julho, a AMJ classificou o sistema para uma depressão tropical plena com a contínua organização da perturbação. Com a formação de bandas de tempestade definidas e com o estabelecimento de bons fluxos de saída de altos níveis melhorado pela presença de um anticiclone de altos níveis logo a sudoeste do sistema, o JTWC classificou o sistema para uma depressão tropical ainda naquela manhã (UTC), atribuindo-lhe a designação 07W.

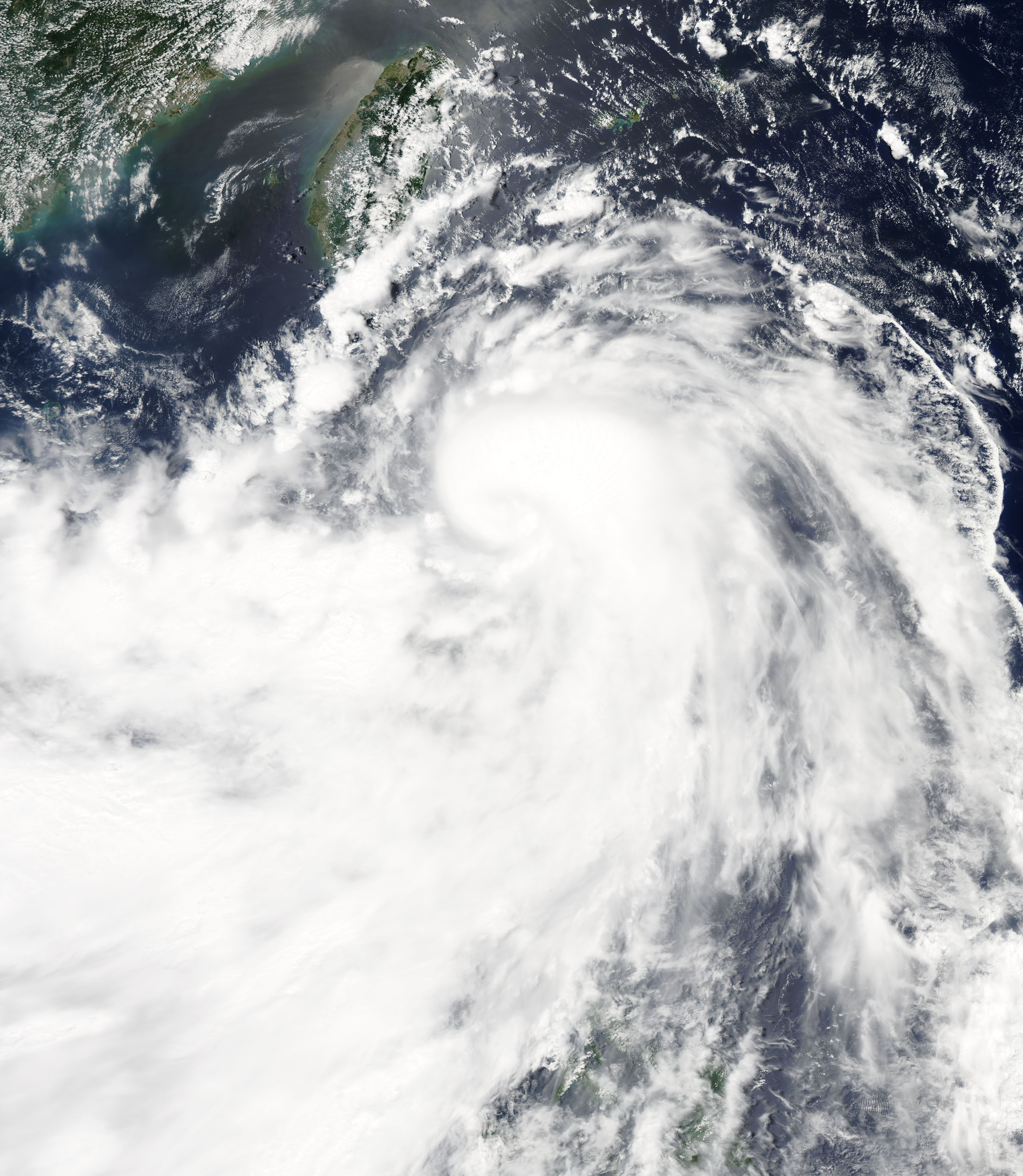
A tempestade tropical Molave a nordeste das Filipinas

Naquela noite (UTC), com a formação de mais áreas de convecção profunda e com a consolidação de seu centro ciclônico de baixos níveis, o JTWC classificou a depressão para uma tempestade tropical Naquele momento, havia fluxos de saída modestos associados a um cavado tropical de alta troposfera, e o cisalhamento do vento baixo proporcionava a continuação da tendência de intensificação do sistema. O sistema continuou a se intensificar gradualmente enquanto seguia para oeste-noroeste. Ao meio-dia (UTC) de 16 de julho, a AMJ classificou também classificou o sistema para uma tempestade tropical e lhe atribuiu o nome “Molave”, nome que foi submetido à lista de nomes dos tufões pelas Filipinas, e se refere a um tipo de madeira dura usada na confecção de ornamentos numa das línguas faladas naquele arquipélago. Molave continuou a seguir para noroeste sob a influência de uma alta subtropical ao seu nordeste. Na manhã (UTC) de 16 de julho, uma segunda circulação ciclônica de baixos níveis, menor, separou-se de Molave. Inicialmente, Molave não foi capaz de se desenvolver rapidamente; o cavado tropical de alta troposfera que provia bons fluxos de saída de altos níveis transformou-se numa área de baixa pressão de altos níveis, impactando negativamente o ciclone com cisalhamento do vento associado. No entanto, a partir da manhã (UTC) de 17 de junho, Molave começou a se intensificar mais rápida com a consolidação súbita de sua circulação ciclônica de baixos níveis. Mesmo com a intrusão de ar seco no ciclone, Molave foi capaz de se intensificar mais rapidamente devido à formação de novas áreas de convecção profunda proporcionada pelo estabelecimento de bons fluxos de saída de altos níveis meridionais. A área de baixa pressão de altos níveis próxima a Molave se afastou, diminuindo o cisalhamento do vento. Além, as águas quentes da região favoreciam ainda mais o desenvolvimento da tempestade. A AMJ notou a evolução do sistema, e o classificou para uma tempestade tropical severa ainda naquela manhã. Durante a manhã (UTC) de 18 de julho, Molave passou por um breve período de desorganização, mas voltou a se intensificar logo depois, tornando-se um tufão ao meio-dia (UTC) de 18 de julho, segundo a AMJ. Estando próximo à costa sudeste da China, Molave começou a exibir um pequeno olho rodeado por intensas áreas de convecção profunda, e horas depois, o JTWC também classificou o sistema para um tufão. Porém, Molave havia naquele momento atingido seu pico de intensidade, com ventos máximos sustentados de 120 km/h, e uma pressão atmosférica central mínima de 975 mbar, segundo a AMJ e o JTWC.
A tendência de intensificação de Molave foi interrompida quando o tufão fez landfall na costa da província chinesa de Guangdong (Cantão), perto de Hong Kong, durante seu pico de intensidade. Assim que o centro ciclônico de Molave cruzou a costa, a interação com terra começou a afetar negativamente o ciclone, que começou a perder rapidamente suas áreas de convecção profunda associadas, e consequentemente começou a se enfraquecer. Com isso, AMJ desclassificou Molave no início daquela noite (UTC) para uma tempestade tropical severa. O JTWC também desclassificou Molave para uma tempestade tropical horas mais tarde. Sobre o sudeste da China, Molave rapidamente se enfraqueceu, e a AMJ desclassificou Molave para uma tempestade tropical simples no início da madrugada (UTC) de 19 de julho. O JTWC emitiu seu aviso final sobre Molave horas mais tarde assim que o sistema continuava a se degradar sobre a China. A AMJ desclassificou Molave para uma depressão tropical e também emitiu seu aviso final sobre o sistema ainda naquela manhã (UTC).

## Preparativos
Em 15 de julho, a Administração de Serviços Atmosféricos, Geofísicos e Astronômicos das Filipinas (PAGASA) anunciou avisos públicos de tempestade nível I, a mais baixa dentre cinco níveis, para duas províncias da ilha filipina de Luzon.
A Agência Meteorológica Central de Taiwan emitiu um aviso de tufão em 16 de julho. No dia seguinte, o Observatório de Hong Kong, responsável pela meteorologia na cidade, içou um alerta de tempestade nível I, a mais baixa dentre 10 níveis. O governo de Macau agiu da mesma maneira. Em 18 de julho, o nível de alerta em Hong Kong tinha subido para o nível III, que permaneceu em vigor por cerca de sete horas antes do governo de Hong Kong decidir elevar o alerta para nível VIII. Mais tarde naquele dia, o alerta de tempestade na cidade foi elevado para nível IX, e permaneceu assim por cerca de três horas antes do nível de alerta ser reduzido com a passagem do tufão sobre a região. O governo do Vietnã também avisou a população do país sobre a presença de Molave perto de seu território; o país já havia sofrido com os efeitos da tempestade tropical Soudelor na região dias antes.
O governo de Guangdong (Cantão) pediu para que todas as embarcações retornassem para os portos com a aproximação de Molave da região. Mais de 1.600 pescadores retornaram aos portos e outros 600 ficaram impedidos de sair ao mar. Além disso, o governo também enviou mais de 20 milhões de SMSs para alertas os residentes sobre a aproximação do tufão.

## Impactos

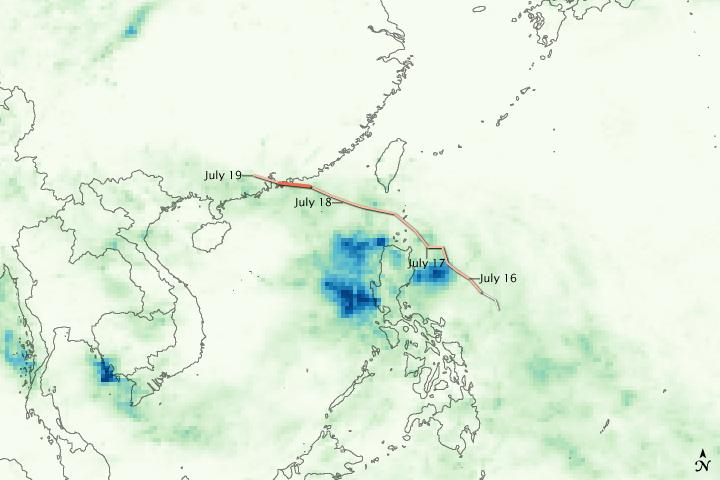
Mapa mostrando o mar da China Meridional e a precipitação acumulada entre 16 e 19 de julho de 2009. As áreas em azul tiveram os maiores acumulados, e coincidem com a trajetória de Molave na região

Embora Molave não tenha atingido as Filipinas diretamente, as suas bandas de tempestade externas causaram fortes chuvas naquele arquipélago. Mais de 248.000 pessoas foram afetadas em 31 municípios de seis províncias filipinas. 495 pessoas ficaram desabrigadas devido às enchentes e deslizamentos de terra na região e tiveram que recorrer a abrigos de emergência. Molave causou nas Filipinas cinco mortes, deixando uma pessoa ferida. A maioria das mortes foi causada por afogamentos nas inundações e enxurradas. Um deslizamento de terra destruiu cinco casas e danificou outras três na província de Rizal. Pelo menos 545 famílias ficaram isoladas pelas enchentes e pelos deslizamentos de terra. Os prejuízos totais causados pela tempestade Molave no arquipélago somaram 380.000 pesos filipinos (7.900 dólares).
Em Taiwan, as bandas de tempestade externas de Molave causaram chuvas fortes; a precipitação acumulada chegou a 235 mm em Kaohsiung. No entanto, nenhum impacto associado a Molave foi relatado no país.
No sul da China, Molave causou mais de 320 mm de chuva, provocando enchentes, enxurradas e deslizamentos de terra. Em Nanning, as enchentes causaram sérios acidentes de trânsito. Uma embarcação com sete pessoas a bordo ficou a deriva durante a passagem da tempestade ao largo da costa da cidade de Shantou. As equipes de resgate chegaram à embarcação em 20 de julho, e resgataram todos a bordo com segurança. Dois pescadores ficaram desaparecidos quando o barco onde estavam tombou com as fortes ondas provocadas pelo tufão.
O sistema remanescente de Molave alcançou o norte do Vietnã, causando chuvas torrenciais. As enchentes afetaram grandes extensões de plantações de arroz, além de várias comunidades. Na província de Bac Lieu, 32 residências foram totalmente destruídas. Na província de Soc Trang, outras cinco foram destruídas e outras 41 foram danificadas, deixando sete pessoas feridas. Na província de Phu Tho, mais de 300 residências foram destelhadas, e 96 postes de eletricidade foram derrubados devido aos fortes ventos.